# Delray Beach International Tennis Championships 2002 - Qualificazioni singolare
Le qualificazioni del singolare  del Delray Beach International Tennis Championships 2002 sono state un torneo di tennis preliminare per accedere alla fase finale della manifestazione. I vincitori dell'ultimo turno sono entrati di diritto nel tabellone principale. In caso di ritiro di uno o più giocatori aventi diritto a questi sono subentrati i lucky loser, ossia i giocatori che hanno perso nell'ultimo turno ma che avevano una classifica più alta rispetto agli altri partecipanti che avevano comunque perso nel turno finale.
Le qualificazioni del torneo Delray Beach International Tennis Championships 2002 prevedevano 32 partecipanti di cui 4 sono entrati nel tabellone principale.

## Teste di serie
1. Assente
2. Alexandre Simoni (Qualificato)
3. Vince Spadea (ultimo turno)
4. Hugo Armando (primo turno)

1. Peter Wessels (ultimo turno)
2. Marc López (secondo turno)
3. George Bastl (secondo turno)
4. Martin Verkerk (Qualificato)

## Qualificati
1. Feliciano López
2. Alexandre Simoni

1. Martin Verkerk
2. Chris Woodruff

## Tabellone

### Legenda
| - Q = Qualificato - WC = Wild card - LL = Lucky loser | - ALT = Alternate - SE = Special Exempt - PR = Protected Ranking | - w/o = Walkover - r = Ritirato - d = Squalificato |

### Sezione 1
|  | Primo turno           | Primo turno           | Primo turno           | Primo turno | Primo turno |  |  | Secondo turno    | Secondo turno    | Secondo turno    | Secondo turno   | Secondo turno   |   |   | Ultimo turno     | Ultimo turno     | Ultimo turno     | Ultimo turno | Ultimo turno |  |
|  |                       |                       |                       |             |             |  |  |                  |                  |                  |                 |                 |   |   |                  |                  |                  |              |              |  |
|  | Jim Thomas            | Jim Thomas            | Jim Thomas            | 7           | 6           |  |  |                  |                  |                  |                 |                 |   |   |                  |                  |                  |              |              |  |
|  | Levar Harper-Griffith | Levar Harper-Griffith | Levar Harper-Griffith | 63          | 3           |  |  | Jim Thomas       | Jim Thomas       | Jim Thomas       | 3               | 2               |   |   |                  |                  |                  |              |              |  |
|  | Filippo Volandri      | Filippo Volandri      | 6                     | 1           | 6           |  |  | Filippo Volandri | Filippo Volandri | Filippo Volandri | 6               | 6               |   |   |                  |                  |                  |              |              |  |
|  | Oliver Gross          | Oliver Gross          | 4                     | 6           | 2           |  |  |                  |                  |                  |                 |                 |   |   | Filippo Volandri | Filippo Volandri | Filippo Volandri | 1            | 2            |  |
|  | Feliciano López       | Feliciano López       | Feliciano López       | 7           | 6           |  |  |                  |                  | Feliciano López  | Feliciano López | Feliciano López | 6 | 6 |                  |                  |                  |              |              |  |
|  | Scott Draper          | Scott Draper          | Scott Draper          | 64          | 2           |  |  |                  | Feliciano López  | 4                | 7               | 6               |   |   |                  |                  |                  |              |              |  |
|  | 7                     | George Bastl          | George Bastl          | 7           | 6           |  |  | 7                | George Bastl     | 6                | 5               | 4               |   |   |                  |                  |                  |              |              |  |
|  |                       | Gabriel Trifu         | Gabriel Trifu         | 65          | 3           |  |  |                  |                  |                  |                 |                 |   |   |                  |                  |                  |              |              |  |

### Sezione 2
|  | Primo turno      | Primo turno             | Primo turno             | Primo turno | Primo turno |  |  | Secondo turno | Secondo turno    | Secondo turno    | Secondo turno | Secondo turno |   |   | Ultimo turno | Ultimo turno     | Ultimo turno     | Ultimo turno | Ultimo turno |  |
|  |                  |                         |                         |             |             |  |  |               |                  |                  |               |               |   |   |              |                  |                  |              |              |  |
|  | 2                | Alexandre Simoni        | 1                       | 7           | 4           |  |  |               |                  |                  |               |               |   |   |              |                  |                  |              |              |  |
|  |                  | Eric Nunez              | 6                       | 63          | 3r          |  |  | 2             | Alexandre Simoni | Alexandre Simoni | 6             | 6             |   |   |              |                  |                  |              |              |  |
|  | Stefano Galvani  | Stefano Galvani         | 68                      | 7           | 6           |  |  |               | Stefano Galvani  | Stefano Galvani  | 1             | 1             |   |   |              |                  |                  |              |              |  |
|  | Martín Rodríguez | Martín Rodríguez        | 7                       | 6           | 3           |  |  |               |                  |                  |               |               |   |   | 2            | Alexandre Simoni | Alexandre Simoni | 6            | 7            |  |
|  | Jeff Salzenstein | Jeff Salzenstein        | Jeff Salzenstein        | 6           | 6           |  |  |               |                  | 5                | Peter Wessels | Peter Wessels | 3 | 5 |              |                  |                  |              |              |  |
|  | Kristian Capalik | Kristian Capalik        | Kristian Capalik        | 3           | 1           |  |  |               | Jeff Salzenstein | 64               | 6             | 4             |   |   |              |                  |                  |              |              |  |
|  | 5                | Peter Wessels           | Peter Wessels           | 6           | 7           |  |  | 5             | Peter Wessels    | 7                | 2             | 6             |   |   |              |                  |                  |              |              |  |
|  |                  | Juan-Albert Viloca-Puig | Juan-Albert Viloca-Puig | 4           | 65          |  |  |               |                  |                  |               |               |   |   |              |                  |                  |              |              |  |

### Sezione 3
|  | Primo turno         | Primo turno         | Primo turno         | Primo turno | Primo turno |  |  | Secondo turno | Secondo turno       | Secondo turno       | Secondo turno  | Secondo turno |   |   | Ultimo turno | Ultimo turno | Ultimo turno | Ultimo turno | Ultimo turno |  |
|  |                     |                     |                     |             |             |  |  |               |                     |                     |                |               |   |   |              |              |              |              |              |  |
|  | 3                   | Vince Spadea        | Vince Spadea        | 6           | 6           |  |  |               |                     |                     |                |               |   |   |              |              |              |              |              |  |
|  |                     | Pedro Braga         | Pedro Braga         | 2           | 2           |  |  | 3             | Vince Spadea        | Vince Spadea        | 6              | 6             |   |   |              |              |              |              |              |  |
|  | Nicolás Todero      | Nicolás Todero      | Nicolás Todero      | 7           | 6           |  |  |               | Nicolás Todero      | Nicolás Todero      | 4              | 3             |   |   |              |              |              |              |              |  |
|  | Alex Kim            | Alex Kim            | Alex Kim            | 68          | 4           |  |  |               |                     |                     |                |               |   |   | 3            | Vince Spadea | 6            | 3            | 68           |  |
|  | Mashiska Washington | Mashiska Washington | Mashiska Washington | 7           | 6           |  |  |               |                     | 8                   | Martin Verkerk | 3             | 6 | 7 |              |              |              |              |              |  |
|  | Mario Radić         | Mario Radić         | Mario Radić         | 65          | 4           |  |  |               | Mashiska Washington | Mashiska Washington | 3              | 2             |   |   |              |              |              |              |              |  |
|  | 8                   | Martin Verkerk      | Martin Verkerk      | 6           | 7           |  |  | 8             | Martin Verkerk      | Martin Verkerk      | 6              | 6             |   |   |              |              |              |              |              |  |
|  |                     | Edwin Kempes        | Edwin Kempes        | 2           | 5           |  |  |               |                     |                     |                |               |   |   |              |              |              |              |              |  |

### Sezione 4
|  | Primo turno     | Primo turno     | Primo turno   | Primo turno | Primo turno |  |  | Secondo turno | Secondo turno  | Secondo turno  | Secondo turno  | Secondo turno  |   |   | Ultimo turno | Ultimo turno | Ultimo turno | Ultimo turno | Ultimo turno |  |
|  |                 |                 |               |             |             |  |  |               |                |                |                |                |   |   |              |              |              |              |              |  |
|  |                 | Gastón Etlis    | Gastón Etlis  | 7           | 5           |  |  |               |                |                |                |                |   |   |              |              |              |              |              |  |
|  | 4               | Hugo Armando    | Hugo Armando  | 5           | 4r          |  |  | Gastón Etlis  | Gastón Etlis   | Gastón Etlis   | 7              | 6              |   |   |              |              |              |              |              |  |
|  | José de Armas   | José de Armas   | José de Armas | 6           | 7           |  |  | José de Armas | José de Armas  | José de Armas  | 5              | 1              |   |   |              |              |              |              |              |  |
|  | Tomas Behrend   | Tomas Behrend   | Tomas Behrend | 2           | 5           |  |  |               |                |                |                |                |   |   | Gastón Etlis | Gastón Etlis | Gastón Etlis | 3            | 3            |  |
|  | Chris Woodruff  | Chris Woodruff  | 6             | 4           | 7           |  |  |               |                | Chris Woodruff | Chris Woodruff | Chris Woodruff | 6 | 6 |              |              |              |              |              |  |
|  | Carlos Cuadrado | Carlos Cuadrado | 4             | 6           | 63          |  |  |               | Chris Woodruff | Chris Woodruff | 6              | 6              |   |   |              |              |              |              |              |  |
|  | 6               | Marc López      | Marc López    | 7           | 7           |  |  | 6             | Marc López     | Marc López     | 4              | 3              |   |   |              |              |              |              |              |  |
|  |                 | Diego Ayala     | Diego Ayala   | 62          | 64          |  |  |               |                |                |                |                |   |   |              |              |              |              |              |  |